# Viladecans
Viladecans è un comune spagnolo di 65 444 abitanti situato nella comunità autonoma della Catalogna.

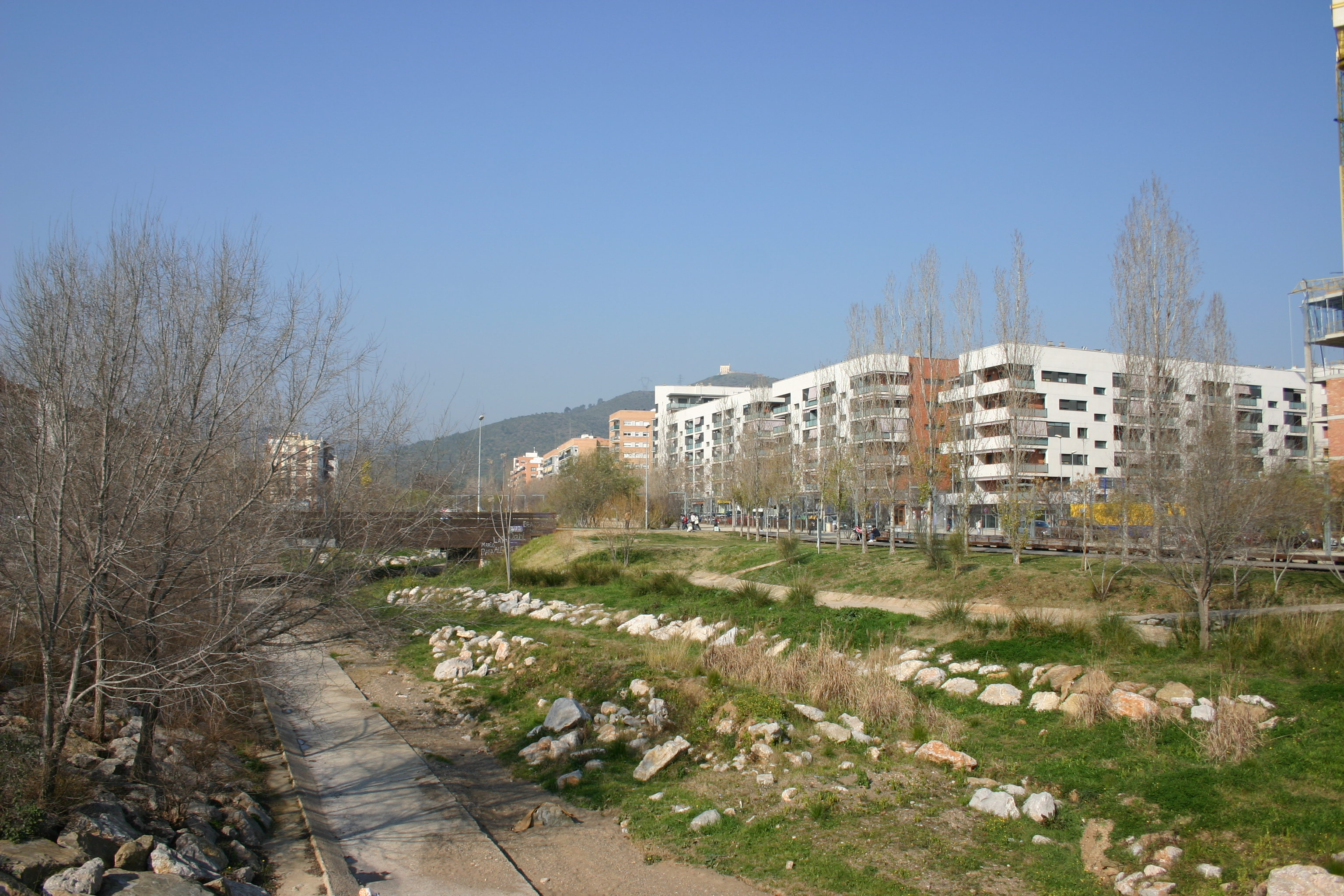
Riera